# قطعنامه ۱۰۸۸ شورای امنیت
قطعنامه ۱۰۸۸ شورای امنیت سازمان ملل متحد که در تاریخ ۱۲ دسامبر ۱۹۹۶ تصویب شد، سندی بین‌المللی دربارهٔ بررسی وضعیت در بوسنی و هرزگوین است. این قطعنامه طی نشست ۳۷۲۳ام با ۱۵ رای موافق، ۰ مخالف و ۰ ممتنع تصویب شد.